# 박범출
박범출(朴範出, 1965년 2월 25일 ~ )은 대한민국의 제4·5·6·7대 충청북도 보은군의원이었다.

## 학력
- 회남공립국민학교 40회 졸업
- 회인중학교 13회 졸업
- 보은농업고등학교 34회 졸업

## 경력
- 회남면 4-H 연합회장
- 보은군 4-H 연합회장
- 회남초등학교 운영위원
- 조곡1리 이장
- 회남면 이장협의회 총무
- 새마을문고 회남면 분회장
- 보은신문 명예기자
- 회인농협 이사
- (사)한국농업경영인 보은군연합회 부회장
- 보은군 체육회 대의원
- 2002.07 ~ 2006.06 제4대 충청북도 보은군의회 의원
- 2002.07 ~ 2004.07 제4대 충청북도 보은군의회 전반기 건설공사특별위원회 위원
- 2002.07 ~ 2004.07 제4대 충청북도 보은군의회 전반기 환경특별위원회 위원장
- 2002.07 ~ 2004.07 제4대 충청북도 보은군의회 전반기 예산결산특별위원회 간사
- 2004.07 ~ 2006.06 제4대 충청북도 보은군의회 후반기 예산결산특별위원회 간사
- 민주평화통일자문회의 자문위원
- 산학협동 심의위원
- 보은황토사과협의회 운영위원
- 대청댐주변지역자원사업협의회 위원
- 한나라당 충북도당 정책개발위원
- 보은군 농촌포럼 위원
- 보은군 지역혁신협의회 위원
- 한국농촌경제연구원 농정여론조사위원
- 2006.07 ~ 2010.06 제5대 충청북도 보은군의회 의원
- 2006.07 ~ 2008.07 제5대 충청북도 보은군의회 전반기 예산결산특별위원회 위원장
- 2008.07 ~ 2010.06 제5대 충청북도 보은군의회 후반기 예산결산특별위원회 위원장
- 2009.06 ~ 2009.06 제5대 충청북도 보은군의회 주요건설사업조사특별위원회 간사
- (사)한국유기농업환경연구회 보은군 이사
- (사)전국농업기술자협회 보은군 이사
- 국제농업인력개발원(월간상업농경영) 보은지사장
- 회인농협이사
- 회인중학교 운영위원
- 보은군 지역혁신협의회 위원
- 보은군 농아인협회 수화통역센터 운영위원
- 한나라당 제17대 대통령 선거 충북도당 선거대책위원회 부대변인
- 2010.07 ~ 2014.06 제6대 충청북도 보은군의회 의원
- 2010.07 ~ 2012.07 제6대 충청북도 보은군의회 전반기 산업경제위원회 위원장
- 2010.07 ~ 2012.07 제6대 충청북도 보은군의회 전반기 예산결산특별위원회 위원
- 2012.07 ~ 2014.06 제6대 충청북도 보은군의회 후반기 행정운영위원회 위원
- 2012.07 ~ 2014.06 제6대 충청북도 보은군의회 후반기 예산결산특별위원회 위원
- 새누리당 제19대 국회의원 선거 보은군 선거대책위원회 본부장
- 새누리당 제18대 대통령 선거 충북도당 선거대책위원회 정책특보
- 새누리당 충북도당 지역발전위원회 정보통신위원장
- 2014.07 ~ 2018.06 제7대 충청북도 보은군의회 의원
- 2014.07 ~ 2016.07 제7대 충청북도 보은군의회 전반기 의장
- 2016.07 ~ 2018.06 제7대 충청북도 보은군의회 후반기 예산결산특별위원회 위원장

## 역대 선거 결과
|  | 52.65% |

|  | 12.98% |

|  | 23.11% |

|  | 14.50% |